# Florida (Puerto Rico)
Florida ist eine der 78 Gemeinden von Puerto Rico. Sie liegt im Norden von Puerto Rico. Sie hatte 2019 eine Einwohnerzahl von 11.317 Personen.

## Geschichte
Florida wurde zuerst als Barrio von Barceloneta im Jahr 1881 gegründet, als ein Priester, Pater Carrión, der Bürgermeister von Barceloneta und andere Würdenträger auf ein Gelände von fast 4 Hektar kamen. Sie beschlossen, ein neues Barrio zu gründen und der Besitzer des Platzes, Don Manuel Cintrón, gewährte das Land, während er ein Stück davon behielt. Das Barrio wurde zunächst Florida Adentro genannt.
Im Laufe des 20. Jahrhunderts gab es mehrere Bestrebungen, Florida zur Gemeinde zu erklären. Zuerst, am 14. April 1949, präsentierte der Abgeordnete Francisco Díaz Marchand ein Projekt zur Schaffung einer legislativen Kommission, die die wirtschaftlichen und sozialen Bedingungen des Barrios untersuchen sollte, um die Eignung als eigenständige Gemeinde zu bestimmen. Das Projekt war erfolglos. Ein weiterer Versuch, Florida zu einer Gemeinde zu machen, scheiterte 1960.
Schließlich, am 14. Juni 1971, verabschiedeten der Senat von Puerto Rico und Gouverneur Luis A. Ferré das Gesetz, das die Gemeinde Florida offiziell gründete. Sie ist damit die jüngste Gemeinde, die auf der Insel gegründet wurde.

## Gliederung
Die Gemeinde ist in 1 Barrio aufgeteilt:
1. Florida Adentro

## Wirtschaft
Floridas Wirtschaft stützte sich hauptsächlich auf die Landwirtschaft, insbesondere auf Ananas, Feldfrüchte und andere mit Früchten verbundene Produkte. Inzwischen hat sich auch Industrie in der Gemeinde angesiedelt.